# Aleksander Radosavljevič
Aleksander Radosavljevič (ur. 25 kwietnia 1979 w Kranju) – słoweński piłkarz grający na pozycji pomocnika.

## Kariera
Aleksander Radosavljevič karierę rozpoczął w Triglavie Kranj. Następnie w latach 1999–2002 był zawodnikiem NK Celje. W 82 meczach rozegranych dla tego zespołu, zdobył 21 bramek.
W 2002 wyjechał do Rosji, do klubu Szynnik Jarosławl, w którym występował przez 5 lat. W sezonie 2003/2004 był wypożyczony do NK Mura. W 2007 roku Szynnik rozwiązał z nim kontrakt, więc Radosavljević musiał szukać sobie nowego klubu. Niedługo potem został piłkarzem Tomi Tomsk. Na początku 2010 roku skończył się jego kontrakt. W niedługim czasie stał się piłkarzem AE Larisa. Latem 2010 odszedł do ADO Den Haag. W sezonie 2012/2013 był wypożyczony do VVV Venlo. W 2013 roku został zawodnikiem klubu Olimpija Lublana.